# Rheineck
Rheineck är en ort och kommun i distriktet Rheintal i kantonen Sankt Gallen, Schweiz. Kommunen har 3 516 invånare (2023).